# Literaturpreis der Stadt Bremen

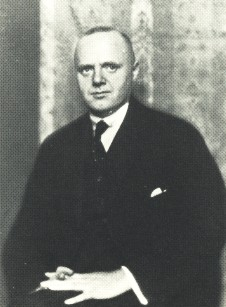
Priset instiftades för att hedra Rudolf Alexander Schröder; fotografi från 1924 av Nicola Perscheid

Literaturpreis der Stadt Bremen ("Bremen stads litteraturpris") är ett tyskt pris för årets bästa tyskspråkiga bok. Det instiftades för att hedra diktaren Rudolf Alexander Schröder (1878-1962) på hans 75-årsdag och delades ut för första gången 1954. Från 1954 till 1960 förfogades priset av Bremens senat, och från 1962 av Rudolf-Alexander-Schröder-Stiftung. År 2012 är prissumman 5.000 euro. Alexander Kluge är ensam om att ha tilldelats priset två gånger, 1979 och 2001.

## Pristagare
Följande har tilldelats huvudpriset och utvecklingspriset, Förderpreis:
- 1954 Heinrich Schmidt-Barrien för Tanzgeschichten. Ein Reigen aus dem Leben
- 1955 Ilse Aichinger för Der Gefesselte. Erzählungen, Herbert Meier för Die Barke von Gawdos. Stück in 3 Akten
- 1956 Ernst Jünger för Am Sarazenenturm
- 1957 Ingeborg Bachmann för Anrufung des großen Bären, Gerd Oelschlegel för Romeo und Julia in Berlin
- 1958 Paul Celan för Mohn und Gedächtnis och Von Schwelle zu Schwelle
- 1959 Rolf Schroers för In fremder Sache
- 1960 ej utdelat, senaten avvisade juryns förslag: Günter Grass för Blecktrumman[1]
- 1961 ej utdelat
- 1962 Siegfried Lenz för Zeit der Schuldlosen
- 1963 Herbert Heckmann för Benjamin und seine Väter
- 1964 Christa Reinig för Gedichte
- 1965 Thomas Bernhard för Frost
- 1966 Wolfgang Hildesheimer för Tynset
- 1967 Hans Günter Michelsen för Helm
- 1968 Helga M. Novak för Colloquium mit vier Häuten
- 1969 Horst Bienek för Die Zelle
- 1970 Christian Enzensberger för Größerer Versuch über den Schmutz
- 1971 Gabriele Wohmann för Ernste Absicht
- 1972 Jürg Acklin för Alias
- 1973 Günter Herburger för Die Eroberung der Zitadelle
- 1974 Jurek Becker för Irreführung der Behörden
- 1975 Franz Innerhofer för Schöne Tage
- 1976 Paul Nizon för Stolz
- 1977 Nicolas Born för Die erdabgewandte Seite der Geschichte, Heinar Kipphardt för März, Förderpreis till Karin Kiwus för Von beiden Seiten der Gegenwart
- 1978 Christa Wolf för Kindheitsmuster, Förderpreis till Maria Erlenberger för Der Hunger nach Wahnsinn
- 1979 Alexander Kluge för Neue Geschichten. Hefte 1-18, Unheimlichkeit der Zeit, Förderpreis till Uwe Timm för Morenga
- 1980 Peter Rühmkorf för Haltbar bis Ende 1999, Förderpreis till Peter-Paul Zahl för Die Glücklichen
- 1981 Christoph Meckel för Suchbild. Über meinen Vater och Säure, Förderpreis till Werner Kofler för Aus der Wildnis. Zwei Fragmente
- 1982 Peter Weiss för Die Ästhetik des Widerstands, Förderpreis till Franz Böni för Die Wanderarbeiter
- 1983 Erich Fried för Das Nahe suchen, Förderpreis till Clemens Mettler för Gleich einem Standbild, so unbewegt
- 1984 Paul Wühr för Das falsche Buch, Förderpreis till Bodo Morshäuser för Die Berliner Simulation
- 1985 Rolf Haufs för Juniabend, Förderpreis till Herta Müller för Niederungen
- 1986 Volker Braun för Hinze-Kunze-Roman, Förderpreis till Eva Schmidt för Ein Vergleich mit dem Leben
- 1987 Jürgen Becker för Odenthals Küste, Förderpreis till Daniel Grolle för Keinen Schritt weiter
- 1988 Peter Handke för Nachmittag eines Schriftstellers & Die Abwesenheit, Förderpreis till Evelyn Schlag för Die Kränkung
- 1989 Ingomar von Kieseritzky för Das Buch der Desaster, Förderpreis till Norbert Gstrein för Einer
- 1990 Wilhelm Genazino för Der Fleck, die Jacke, die Zimmer, der Schmerz, Förderpreis till Irina Liebmann för Mitten im Krieg
- 1991 Fritz Rudolf Fries för Die Väter im Kino, Förderpreis till Thomas Strittmatter för Raabe Baikal
- 1992 Ror Wolf för Nachrichten aus der bewohnten Welt, Förderpreis till Durs Grünbein för Schädelbasislektion
- 1993 Georges-Arthur Goldschmidt för Der unterbrochene Wald, Förderpreis till Hans-Ulrich Treichel för Von Leib und Seele
- 1994 Wolfgang Hilbig för Ich, Förderpreis till Peter Weber för Der Wettermacher
- 1995 Reinhard Lettau för Flucht vor Gästen, Förderpreis till Marion Titze för Unbekannter Verlust
- 1996 Elfriede Jelinek för Die Kinder der Toten, Förderpreis till Jens Sparschuh för Der Zimmerspringbrunnen. Ein Heimatroman
- 1997 Michael Roes för Rub' al-Khali – Leeres Viertel. Invention über das Spiel, Förderpreis till Stefanie Menzinger för Wanderungen im Inneren des Häftlings
- 1998 Einar Schleef för Droge Faust Parsifal, Förderpreis till Brigitte Oleschinski för Your passport is not guilty
- 1999 Dieter Forte för In der Erinnerung, Förderpreis till Judith Hermann för Sommerhaus, später
- 2000 Adolf Endler för Der Pudding der Apokalypse; Förderpreis till Christa Estenfeld för Menschenfresserin
- 2001 Alexander Kluge för Chronik der Gefühle; Förderpreis till Raphael Urweider för Lichter in Menlo Park
- 2002 W.G. Sebald postumt för Austerlitz; Förderpreis till Juli Zeh för Adler und Engel
- 2003 Ulrich Peltzer för Bryant Park; Förderpreis till Andreas Schäfer för Auf dem Weg nach Messara
- 2004 Lutz Seiler för vierzig kilometer nacht; Förderpreis till Jörg Matheis för Mono
- 2005 Brigitte Kronauer för Verlangen nach Musik und Gebirge; Förderpreis till Antje Rávic Strubel för Tupolew 134
- 2006 Reinhard Jirgl för Abtrünnig; Förderpreis till Svenja Leiber för Büchsenlicht
- 2007 Felicitas Hoppe för Johanna; Förderpreis till Saša Stanišić för Wie der Soldat das Grammofon repariert
- 2008 Hans Joachim Schädlich för Vorbei; Förderpreis till Thomas Melle för Raumforderung
- 2009 Martin Kluger för Der Vogel, der spazieren geht; Förderpreis till Mathias Gatza för Der Schatten der Tiere
- 2010 Clemens J. Setz för Die Frequenzen; Förderpreis till Roman Graf för Herr Blanc
- 2011 Friederike Mayröcker för ich bin in der Anstalt. Fusznoten zu einem nichtgeschriebenen Werk; Förderpreis till Andrea Grill för Das Schöne und das Notwendige
- 2012 Marlene Streeruwitz för Die Schmerzmacherin; Förderpreis till Joachim Meyerhoff för Alle Toten fliegen hoch. Amerika
- 2013 Wolf Haas för Verteidigung der Missionarsstellung; Förderpreis till Andreas Stichmann för Das große Leuchten
- 2014 Clemens Meyer för Im Stein; Förderpreis till Roman Ehrlich för Das kalte Jahr
- 2015 Marcel Beyer för Graphit; Förderpreis till Nadja Küchenmeister för Unter dem Wacholder
- 2016 Henning Ahrens för Glantz und Gloria; Förderpreis till Matthias Nawrat för Die vielen Tode unseres Opas Jurek
- 2017 Terézia Mora för Die Liebe unter Aliens; Förderpreis till Senthuran Varatharajah för Vor der Zunahme der Zeichen
- 2018 Thomas Lehr för Schlafende Sonne; Förderpreis till Laura Freudenthaler för Die Königin schweigt[3]
- 2019 Arno Geiger för Unter der Drachenwand; Förderpreis till Heinz Helle för Die Überwindung der Schwerkraft[4]